# Дробязко, Маргарита Александровна
Маргари́та Алекса́ндровна Дробя́зко (лит. Margarita Drobiazko; род. 21 декабря 1971, Москва, СССР) — литовская фигуристка, выступавшая в танцах на льду с Повиласом Ванагасом. Тринадцатикратная чемпионка Литвы (1992—2002, 2005, 2006), двукратный бронзовый призёр чемпионатов Европы (2000, 2006), бронзовый призёр чемпионата мира (2000), участница пяти Олимпийских игр (1992, 1994, 1998, 2002, 2006).
Дробязко и Ванагас — первые литовские фигуристы, которым удалось стать призёрами чемпионата мира и Европы по фигурному катанию.

## Биография
Маргарита Дробязко родилась 21 декабря 1971 года в Москве в семье полярного лётчика. Детские годы провела в Анадыре и Магадане. После возвращения семьи в Москву начала заниматься женским одиночным катанием под руководством Галины Истоминой. В дальнейшем перешла в танцы на льду, тренировалась у Натальи Линичук, Натальи Дубовой, Геннадия Аккермана. В группе Геннадия Аккермана её партнёром стал Повилас Ванагас. После распада СССР они приняли решение представлять Литву. Тренировались сначала под руководством Елены Масленниковой, с 1999 года с ними стала работать Елена Чайковская.
Наиболее успешным в карьере Маргариты Дробязко и Повиласа Ванагаса был 2000 год, когда они выиграли этап серии Гран-при Skate Canada, стали бронзовыми призёрами финала серии Гран при, чемпионата Европы и чемпионата мира. В 2002 году на Олимпийских играх в Солт-Лейк-Сити литовские фигуристы также были близки к завоеванию медали. После оригинального танца они занимали пятое место. В произвольном танце опережавшие их итальянская и канадская пары допустили падения, однако не были наказаны за столь серьёзные ошибки судьями, расставившими пары в том же порядке, что и в оригинальном танце. Литовская федерация фигурного катания подала протест в Международный союз конькобежцев (ИСУ), но он остался неудовлетворённым.
На чемпионате мира в Нагано (2002) Маргарита Дробязко и Повилас Ванагас вновь пытались опротестовать спорное решение судей. После оригинального танца они шли третьими, но несмотря на безошибочный прокат произвольного танца опустились на четвёртое место, проиграв паре из Израиля Галит Хаит — Сергей Сахновский одним судейским голосом. Литовская федерация фигурного катания вновь подала протест, поддержанный петицией, которую подписали более двадцати спортсменов, тренеров, хореографов и судей, в том числе россияне Татьяна Навка и Роман Костомаров, а также их тренер Александр Жулин. Результаты чемпионата пересмотрены не были, но, по мнению известной российской журналистки Елены Вайцеховской, именно этот судейский скандал стал последней каплей, вынудившей президента ИСУ Оттавио Чинкванту настоять на введении новой системы судейства в фигурном катании.
Объявив о завершении своей спортивной карьеры, Маргарита Дробязко и Повилас Ванагас пропустили три сезона, однако в 2005 году решили её возобновить для участия в уже пятой для них Олимпиаде. Выиграв турнир Мемориал Карла Шефера, они квалифицировались на Олимпийские игры в Турине. На чемпионате Европы в Лионе завоевали бронзовые медали. Однако олимпийский турнир сложился для них менее удачно, и они смогли занять лишь седьмое место.
После сезона 2005—2006 Маргарита и Повилас окончательно ушли из большого спорта и сосредоточились на участии в ледовых шоу. Они также выступают в роли организаторов шоу «Пылающий лёд» («Liepsnojantis ledas»), ежегодно проводящегося в период рождественских праздников в Литве. Наибольшую известность в России им принесло участие в ледовых спектаклях Ильи Авербуха «Огни большого города» (2010) и «Тайна Острова сокровищ» (2012), а также телепроектах Первого канала.
10 августа 2022 года президент Литвы Гитанас Науседа лишил Дробязко и Ванагаса Рыцарских крестов ордена Великого князя Гедиминаса из-за участия в ледовом шоу Татьяны Навки в Сочи. Науседа заявил, что следует пересмотреть законодательство, чтобы лишить Дробязко литовского гражданства потому, что Дробязко получила его в 1993 году в порядке исключения, чтобы она и Ванагас могли вместе представлять Литву на Олимпиаде. В июне 2023 года члены Сейма инициировали аннулирование литовского гражданства Дробязко. Министр внутренних дел Литвы Агне Билотайте обратилась к президенту с просьбой принять решение о лишении Дробязко гражданства Литовской Республики. 15 сентября 2023 года Гитанас Науседа подписал Указ о лишении Дробязко гражданства Литовской Республики, так как она «публично выражает поддержку России», которая является «враждебным государством по отношению к Литве, государствам Евросоюза и их союзникам».

## Участие в телешоу
- 2007 год — «Ледниковый период» (в паре с актёром Александром Дьяченко);
- 2008 год — «Ледниковый период-2» (в паре с актёром Дмитрием Миллером)[15];
- 2009 год — «Ледниковый период-3» (в паре с актёром Петром Красиловым)[16];
- 2010 год — «Лёд и пламень» (в паре с актёром Андреем Чернышовым)[17];
- 2012 год — «Ледниковый период. Кубок профессионалов» (разделила 1 место как лучшая партнёрша с Татьяной Навкой)[18];
- 2013 год — «Ледниковый период-4» (в паре с хоккеистом Алексеем Яшиным)[19];
- 2014 год — «Ледниковый период-5» (в паре с актёром Станиславом Ярушиным, пара заняла 2 место)[20];
- 2016 год — «Ледниковый период-6» (в паре с актёром Анатолием Руденко)[21];
- 2020 год — «Ледниковый период-7» (в паре с комиком Владимиром Маркони)[22].

## Спортивные достижения
(с П. Ванагасом)
| Соревнования/Сезон      | 91—92 | 92—93 | 93—94 | 94—95 | 95—96 | 96—97 | 97—98 | 98—99 | 99—00 | 00—01 | 01—02 | 04—05 | 05—06 |
| ----------------------- | ----- | ----- | ----- | ----- | ----- | ----- | ----- | ----- | ----- | ----- | ----- | ----- | ----- |
| Зимние Олимпийские игры | 16    |       | 12    |       |       |       | 8     |       |       |       | 5     |       | 7     |
| Чемпионаты мира         | 17    | 13    | 9     | 12    | 8     | 10    | 8     | 6     | 3     | 5     | 4     |       | 4     |
| Чемпионаты Европы       | 15    | 11    | 11    | 11    | 6     | 8     | 6     | 5     | 3     | 4     | 4     |       | 3     |
| Чемпионаты Литвы        | 1     | 1     | 1     | 1     | 1     | 1     | 1     | 1     | 1     | 1     | 1     | 1     | 1     |
| Финалы Гран-При         |       |       |       |       |       |       |       | 4     | 3     | 3     | 3     |       |       |
| Skate America           |       |       |       |       |       |       |       |       |       | 2     | 3     |       |       |
| Skate Canada            |       |       |       | 2     | 8     | 4     | 4     | 2     | 1     |       |       |       |       |
| Trophee Lalique         |       |       |       | 4     |       |       |       | 3     | 3     |       |       |       | 3     |
| NHK Trophy              |       |       |       | 6     | 5     | 4     |       | 2     | 3     | 2     | 2     |       |       |
| Nations Cup             |       |       |       | 2     | 5     | 5     |       |       |       | 2     |       |       |       |
| Мемориал Карла Шефера   |       |       |       |       |       |       |       |       |       |       |       |       | 1     |
| Nebelhorn Trophy        |       | 2     | 3     |       |       |       |       |       |       |       |       |       | 2     |
| Skate Israel            |       |       |       |       | 1     | 1     |       |       |       |       |       |       |       |
| Зимние Универсиады      |       | 2     |       |       |       |       |       |       |       |       |       |       |       |

## Награды
- Кавалер ордена Великого князя Литовского Гедиминаса (награждена 1 июля 2000 года[23]; лишена 10 августа 2022 года)[24]

## Личная жизнь
С 2000 года Маргарита Дробязко замужем за своим партнёром по фигурному катанию Повиласом Ванагасом. 6 декабря 2024 года у них родилась дочь Николина.